# Aristodemo de Nisa el Joven
Aristodemo de Nisa el Joven (Nisa, ca. siglo II-Roma, ca. siglo I) fue un escritor y retórico griego, pariente de Aristodemo de Nisa el Viejo. Fue maestro de Cneo Pompeyo Magno. Enseñó retórica en Nisa y Rodas. Los últimos años de su vida residió en Roma e instruyó a los hijos de Pompeyo en gramática. 
Podría ser el autor de un libro mencionado por Partenio de Nicea, pero no es seguro y se atribuye dicha obra a Aristodemo de Nisa el Viejo.